# Campeonato Sudamericano Sub-16
El Campeonato Sudamericano Sub-16 es un torneo juvenil organizado por la Conmebol que ha tenido varias modificaciones. Bajo el formato Sudamericano Sub-16, se han disputado solamente cuatro ediciones, las cuales sólo servían para ir formando los futuros planteles Sub-20. Se comenzó a jugar en 1985 y luego se reflotó en 2004, para luego en 2005 pasarse a denominar Campeonato Sudamericano Sub-15.
Sus primeras 3 ediciones son inmediatas antecesoras e impulsoras del Campeonato Sudamericano Sub-17 por lo que se toman como parte del historial de dicha categoría. De igual manera la edición de 2004 se considera parte de los Sudamericanos Sub-15.

## Campeonatos
| Año          | Sede      |           | Campeón   | Subcampeón |           | Tercero | Cuarto |
| 1985 Detalle | Argentina | Argentina | Brasil    | Ecuador    | Chile     |         |        |
| 1986 Detalle | Perú      | Bolivia   | Brasil    | Ecuador    | Argentina |         |        |
| 1988 Detalle | Ecuador   | Brasil    | Argentina | Colombia   | Paraguay  |         |        |